# Trigonalisation
En algèbre linéaire, une matrice carrée A à coefficients dans un corps K est dite trigonalisable (ou triangularisable) sur K si elle est semblable à une matrice triangulaire T à coefficients dans K, via une matrice de passage P elle aussi à coefficients dans K :
Trigonaliser (on dit aussi triangulariser) A sur K consiste à trouver de telles matrices T et P. Cela est possible (on dit alors que A est trigonalisable) si et seulement si le polynôme caractéristique de A est scindé sur K. Par exemple, si A est à coefficients réels, elle est trigonalisable sur ℝ si et seulement si toutes ses valeurs propres (complexes a priori) sont réelles.
Dans la suite, on se donne un entier n > 0 et {\displaystyle \operatorname {M} _{n}(K)} désignera l'algèbre des matrices carrées d'ordre n à coefficients dans K.

## Matrices triangulaires
Une matrice triangulaire supérieure est une matrice carrée dont tous les coefficients situés strictement en dessous de la diagonale principale sont nuls, c'est-à-dire une matrice de la forme
De même, une matrice triangulaire inférieure est une matrice carrée dont tous les coefficients situés strictement au-dessus de la diagonale sont nuls.

## Endomorphismes et matrices trigonalisables
- Soit {\displaystyle M\in \operatorname {M} _{n}(K)}, on dit que {\displaystyle M} est une matrice trigonalisable[1] s'il existe une matrice inversible {\displaystyle P\in GL_{n}(K)} et une matrice triangulaire supérieure {\displaystyle T\in \operatorname {M} _{n}(K)} telles que :{\displaystyle M=PTP^{-1}}  (ou, ce qui est équivalent : {\displaystyle T=P^{-1}MP}).Cela revient à dire que {\displaystyle M} est semblable dans {\displaystyle \operatorname {M} _{n}(K)} à une matrice triangulaire supérieure (ou à une matrice triangulaire inférieure, ce qui est équivalent[2]).
En particulier :
  - toute matrice triangulaire supérieure est trigonalisable (il suffit de choisir {\displaystyle P=I_{n}} où {\displaystyle I_{n}} est la matrice identité de dimension {\displaystyle n}) ;
  - toute matrice diagonalisable est a fortiori trigonalisable (car une matrice diagonale est un cas particulier de matrice triangulaire).
- Soient {\displaystyle E} un {\displaystyle K}-espace vectoriel de dimension finie et {\displaystyle u} un endomorphisme de {\displaystyle E}. On dit que {\displaystyle u} est un endomorphisme trigonalisable s'il existe une base de {\displaystyle E} dans laquelle la matrice de {\displaystyle u} est triangulaire supérieure.
- Ces deux définitions sont reliées par le fait qu'un endomorphisme est trigonalisable si et seulement si sa matrice dans au moins une base de {\displaystyle E} est trigonalisable ; dans ce cas, sa matrice dans n'importe quelle base de {\displaystyle E} est trigonalisable.

## Conditions de trigonalisation
Il existe plusieurs critères pour savoir si une matrice ou un endomorphisme sont trigonalisables :
- Une matrice est trigonalisable si et seulement si son polynôme caractéristique est scindé dans K[X][2].
En particulier, si K est algébriquement clos, toute matrice carrée à coefficients dans K est trigonalisable et donc aussi tout endomorphisme d'un K-espace vectoriel de dimension finie.
Sur le corps des nombres complexes (algébriquement clos d'après le théorème de d'Alembert-Gauss), Issai Schur a démontré un résultat plus précis :

Théorème de décomposition de Schur — Toute matrice carrée complexe est trigonalisable dans une base orthonormée.
- Un endomorphisme u de E est trigonalisable si et seulement s'il existe un drapeau total de E stable par u.